# Tournoi de tennis Australian Hardcourt
 (juillet 2025).
Si vous disposez d'ouvrages ou d'articles de référence ou si vous connaissez des sites web de qualité traitant du thème abordé ici, merci de compléter l'article en donnant les références utiles à sa vérifiabilité et en les liant à la section « Notes et références ».
L'Australian Hardcourt Tennis Championships (Sydney, Australie) est un ancien tournoi de tennis disputé sur terre battue dans différentes villes d'Australie.
La dernière édition de l'épreuve a été organisée en 1977.

## Palmarès

### Simple
| No       | Date       | Nom et lieu du tournoi                            | Catégorie | Dotation | Surface      | Vainqueure         | Finaliste        | Score          |         |
| -------- | ---------- | ------------------------------------------------- | --------- | -------- | ------------ | ------------------ | ---------------- | -------------- | ------- |
| 1        | 06-04-1959 | Australian Hardcourt Championships, Melbourne     |           | NC       | Terre (ext.) | Jan Lehane         | Lorraine Coghlan | 6-0, 2-6, 6-2  | Tableau |
| 2        | 16-04-1960 | Australian Hardcourt Championships, Canterbury    |           | NC       | Terre (ext.) | Lesley Turner      | Dawn Robberds    | 6-2, 6-2       | Tableau |
| 3        | 16-10-1961 | Australian Hardcourt Championships, Rockdale      |           | NC       | Terre (ext.) | Margaret Smith     | Lesley Turner    | 6-2, 0-6, 7-5  | Tableau |
| 4        | 15-10-1962 | Australian Hardcourt Championships, Brisbane      |           | NC       | Terre (ext.) | Lesley Turner      | Jan Lehane       | 4-6, 6-4, 6-4  | Tableau |
| 5        | 12-10-1963 | Australian Hardcourt Championships, Melbourne     |           | NC       | Terre (ext.) | Joan Gibson        | Madonna Schacht  | 10-8, 6-3      | Tableau |
| 6        | 20-01-1964 | Australian Hardcourt Championships, Hobart        |           | NC       | Terre (ext.) | Madonna Schacht    | Gail Sherriff    | 1-6, 8-6, 10-8 | Tableau |
| 7        | 18-10-1965 | Australian Hardcourt Championships, Sydney        |           | NC       | Terre (ext.) | Lesley Turner      | Margaret Smith   | 7-5, 6-3       | Tableau |
| 8        | 22-02-1966 | Australian Hardcourt Championships, Brisbane      |           | NC       | Terre (ext.) | Karen Krantzcke    | Alexis Kenny     | 6-1, 6-2       | Tableau |
| 9        | 15-10-1967 | Australian Hardcourt Championships, Melbourne     |           | NC       | Terre (ext.) | Lesley Turner      | Kerry Melville   | 1-6, 7-5, 6-2  | Tableau |
| Ère Open |            |                                                   |           |          |              |                    |                  |                |         |
| 10       | 10-10-1968 | Australian Hardcourt Championships, Launceston    |           | NC       | Terre (ext.) | Karen Krantzcke    | Evonne Goolagong | 6-1, 6-1       | Tableau |
| 11       | 17-10-1969 | Australian Hardcourt Championships, Rockdale      |           | NC       | Terre (ext.) | Kerry Melville     | Karen Krantzcke  | 6-3, 8-10, 6-1 | Tableau |
| 12       | 31-10-1970 | Australian Hardcourt Championships, Toowoomba     |           | NC       | Terre (ext.) | Evonne Goolagong   | Margeret Tesch   | 6-3, 7-5       | Tableau |
| 13       | 13-12-1971 | Australian Hardcourt Championships, Brisbane      |           | NC       | Terre (ext.) | Evonne Goolagong   | Mona Schallau    | 6-1, 6-1       | Tableau |
| 14       | 21-11-1972 | Australian Hardcourt Championships, Melbourne     |           | NC       | Terre (ext.) | Evonne Goolagong   | Patricia Coleman | 6-7, 6-2, 6-2  | Tableau |
| 15       | 26-11-1973 | Australian Hardcourt Championships, Sydney        |           | NC       | Terre (ext.) | Dianne Fromholtz   | Ann Kiyomura     | 6-1, 7-5       | Tableau |
| 16       | 25-11-1974 | Australian Hardcourt Championships, Gympie        |           | NC       | Terre (ext.) | Helen Anliot       | Natasha Chmyreva | 6-1, 7-5       | Tableau |
| 17       | 16-11-1975 | Australian Hardcourt Championships, Melbourne     |           | NC       | Terre (ext.) | Judy Tegart-Dalton | Kym Ruddell      | 6-2, 6-3       |         |
| 18       | 28-11-1976 | Australian Hardcourt Championships, Sydney        |           | NC       | Terre (ext.) | Dianne Fromholtz   | Leanne Harrison  | 6-1, 6-0       |         |
| 19       | 06-11-1977 | Australian Hardcourt Championships, Brighton East |           | NC       | Terre (ext.) | Sue Saliba         | Pam Whytcross    | 2-6, 7-6, 6-2  | Tableau |

### Double
| No       | Date       | Nom et lieu du tournoi                           | Catégorie | Dotation | Surface      | Vainqueures                       | Finalistes                        | Score           |         |
| -------- | ---------- | ------------------------------------------------ | --------- | -------- | ------------ | --------------------------------- | --------------------------------- | --------------- | ------- |
| 1        | 06-04-1959 | Australian Hardcourt Championships Melbourne     |           | NC       | Terre (ext.) | Lorraine Coghlan Beverley Rae     | Margo Rayson Margaret Smith       | 6-4, 3-6, 6-1   | Tableau |
| 2        | 16-04-1960 | Australian Hardcourt Championships Canterbury    |           | NC       | Terre (ext.) | Dawn Robberds Lesley Turner       | Carol Newman Lorraine Plummer     | 6-3, 6-3        | Tableau |
| 3        | 16-10-1961 | Australian Hardcourt Championships Rockdale      |           | NC       | Terre (ext.) | Robyn Ebbern Margaret Smith       | Beryl Collier Dawn Robberds       | 6-3, 6-0        | Tableau |
| 4        | 15-10-1962 | Australian Hardcourt Championships Brisbane      |           | NC       | Terre (ext.) | Robyn Ebbern Fay Toyne            | Jan Lehane Lesley Turner          | 7-5, 3-6, 6-1   | Tableau |
| 5        | 12-10-1963 | Australian Hardcourt Championships Melbourne     |           | NC       | Terre (ext.) | Judy Tegart Lesley Turner         | Lynne Nette Maureen Pratt         | 6-3, 8-6        | Tableau |
| 6        | 20-01-1964 | Australian Hardcourt Championships Hobart        |           | NC       | Terre (ext.) | Robyn Ebbern Joan Gibson          | Kerry Melville Gail Sherriff      | 2-6, 6-4, 7-5   | Tableau |
| 7        | 18-10-1965 | Australian Hardcourt Championships Sydney        |           | NC       | Terre (ext.) | Margaret Smith Lesley Turner      | Joan Gibson Caroline Langsford    | 6-4, 9-7        | Tableau |
| 8        | 22-02-1966 | Australian Hardcourt Championships Brisbane      |           | NC       | Terre (ext.) | Karen Krantzcke Patricia Turner   | Robyn Ebbern Madonna Schacht      | 9-11, 6-3, 10-8 | Tableau |
| 9        | 15-10-1967 | Australian Hardcourt Championships Melbourne     |           | NC       | Terre (ext.) | NC                                | NC                                | NC              | Tableau |
| Ère Open |            |                                                  |           |          |              |                                   |                                   |                 |         |
| 10       | 10-10-1968 | Australian Hardcourt Championships Launceston    |           | NC       | Terre (ext.) | Kerry Harris Karen Krantzcke      | Patricia Edwards Evonne Goolagong | 6-2, 7-5        | Tableau |
| 11       | 17-10-1969 | Australian Hardcourt Championships Rockdale      |           | NC       | Terre (ext.) | Karen Krantzcke Kerry Melville    | Jan O'Neill Winnie Shaw           | 4-6, 6-2, 6-3   | Tableau |
| 12       | 31-10-1970 | Australian Hardcourt Championships Toowoomba     |           | NC       | Terre (ext.) | Patricia Edwards Evonne Goolagong | Anne Coleman Margeret Tesch       | 7-6, 6-4        | Tableau |
| 13       | 13-12-1971 | Australian Hardcourt Championships Brisbane      |           | NC       | Terre (ext.) | Evonne Goolagong Janet Young      | Barbara Hawcroft Wendy Turnbull   | 6-2, 6-1        | Tableau |
| 14       | 21-11-1972 | Australian Hardcourt Championships Melbourne     |           | NC       | Terre (ext.) | Evonne Goolagong Janet Young      | Patricia Coleman Sally Irvine     | 2-6, 6-4, 6-3   | Tableau |
| 15       | 26-11-1973 | Australian Hardcourt Championships Sydney        |           | NC       | Terre (ext.) | Jill Emmerson Jan O'Neill         | Peggy Michel Janet Young          | 7-6, 4-6, 7-6   | Tableau |
| 16       | 25-11-1974 | Australian Hardcourt Championships Gympie        |           | NC       | Terre (ext.) | NC                                | NC                                | NC              | Tableau |
| 17       | 16-11-1975 | Australian Hardcourt Championships Melbourne     |           | NC       | Terre (ext.) | NC                                | NC                                | NC              |         |
| 18       | 28-11-1976 | Australian Hardcourt Championships Sydney        |           | NC       | Terre (ext.) | NC                                | NC                                | NC              |         |
| 19       | 06-11-1977 | Australian Hardcourt Championships Brighton East |           | NC       | Terre (ext.) | NC                                | NC                                | NC              | Tableau |

### Double mixte
| No       | Date       | Nom et lieu du tournoi                       | Catégorie | Dotation | Surface      | Vainqueures                   | Finalistes                  | Score    |         |
| -------- | ---------- | -------------------------------------------- | --------- | -------- | ------------ | ----------------------------- | --------------------------- | -------- | ------- |
| 1        | 22-02-1966 | Australian Hardcourt Championships Brisbane  |           | NC       | Terre (ext.) | Robyn Ebbern Owen Davidson    | Karen Krantzcke John Cooper | 6-4, 6-4 | Tableau |
| Ère Open |            |                                              |           |          |              |                               |                             |          |         |
| 2        | 31-10-1970 | Australian Hardcourt Championships Toowoomba |           | NC       | Terre (ext.) | Evonne Goolagong Bob Giltinan | Patricia Edwards Ross Case  | 7-5, 6-4 | Tableau |